# محمود ذوالفقاری
محمود ذوالفقاری (زاده ۱۲۸۱ خورشیدی در زنجان - درگذشته ۱۳۶۶ خورشیدی در تهران)، نماینده مردم شهر زنجان در دوره هجدهم، دوره نوزدهم و دوره بیستم مجلس شورای ملی بود.

## زندگی‌نامه
محمود خان ذوالفقاری فرزند ذکور و ارشد اسعد الدوله ذوالفقاری از بطن خانم منورالدوله دختر سلطان علی خان وزیر افخم در سال ۱۲۸۱ در زنجان پا به عرصه وجود نهاد. برای تحصیل عازم فرانسه شد و در رشته اقتصاد دانشنامه گرفت و به ایران بازگشت و معاون پدر خود در اداره املاک وسیع زنجان شد ، معاون (نایب) او کریم الله ناصری و مردی بزرگ و شجاع بود. در حقیقت بار سنگین اداره امور ۱۶۵ قریه به او محول گردید، پس از شهریور ۱۳۲۰ و به هم ریختن اوضاع کشور و ظهور حزب توده و نفوذ آنها در روستاها برای مالکان مشکلاتی به وجود آمد مخصوصاً منطقه خمسه و زنجان بیش از سایر نقاط دچار هرج و مرج گردید ولی محمودخان ذوالفقاری توانست به منطقه آرامش دهد. پس از آنکه دموکرات‌های آذربایجان به منطقه زنجان مسلط شدند، محمودخان با نفرات خود از زنجان نیمه شب بیرون آمد و راه خاتون کندی را در پیش گرفت و از آنجا شروع به تعرض بر ضد دمکرات‌ها نمود. قوای دمکرات چند بار به فرماندهی ژنرال غلام یحیی دانشیان به خاتون کندی حمله کردند که موفق نشدند به نحوی که دمکرات‌ها خاتون کندی را بالا استالینگراد، یا استالینگراد کوچک نام نهادند
محمودخان ذوالفقاری فرزند ارشد حسین قلی خان دوم بود و در سال ١٢٨١ در زنجان متولد شد.
به گزارش شبکه راه دانا به نقل از زنجانم، اهالی خمسه بخاطر اقتدارش به او "سلطان " می گفتند.
در جوانی برای تحصیل عازم فرانسه شد و در رشته اقتصاد دانشنامه گرفت. وی چنان تبهری در تیر اندازی می داشت که معروف است سکه ای را به هوا می انداختند و او سکه را از روی اسب با تفنگ می زد. محمود خان منشاء ترویج تئاتر, موسیقی و ورزش در زنجان بود.
پس از اعلام خودمختاری فرقه دموکرات آذربایجان , محمود ذوالفقاری با برادران خود (ناصرخان و محمدخان و مصطفی‌خان) در دهات زنجان به جمع‌آوری نفرات و مقابله با فدائیان فرقه و سربازان شوروی پرداخت.
محمودخان پس از عزیمت از زنجان، روستای حبش در ماهنشان را مرکز فرماندهی خود قرار داد و به کمک تفنگداران وگماشتگانش روستاهای شکربولاق، قیتول، قره پوتا، منیان، علی اباد و قولتوق را به دست گرفت.
با فتح حبش توسط فرقه دموکرات آذربایجان , محمود خان و یارانش به سوی گروس رفتند تا از همدان، علاوه بر دریافت کمکهای تازه و تهیه تدارکات، شروع به یارگیری و تشکیل قوای مقاومت بکند.
محمودخان ذوالفقاری با تشکیل قشون و پیوستن خانهای دیگر توابع خمسه و زنجان مانند یاور حسن خان سرداری، خانباباخان اوریادی، عزت ‌بیگ اوریادی، فتح‌الله‌خان اوریادی، علیارخان سعیدی، آقا باباخان بیگدلی قویدل،  غلام حسینخان بهادری، هدایت الله خان مینی ، روستاهای جنوب زنجان پایگاه اصلی و سنگر دفاع زنجان در مقابل دموکرات‌ها شد.
در نیمه دوم زمستان ۱۳۲۴ دسته های فدایی به نیروهای خان ذوالفقاری هجوم بردند و روستاهای قولتوق، سعیدآباد و خویین پس از چندین روز درگیری سقوط کردند. در آن نبرد فرماندهی دموکرات‌ها را غلام یحیی و سروان مرتضوی و سرگرد حاتمی برعهده داشتند.
افراد ذوالفقاری به حلب عقب نشینی کردند ، و در آنجا چند فدایی دستگیر و ازسوی گروه ذوالفقاری اعدام شدند. چندی بعد حلب هم به اشغال سربازان محلی حکومت تازه بنیاد درآمد.
جنگجویان ۳۰۰ نفره محمود خان ذوالفقاری به سوی ملاپیری حرکت کرده و درانجا موضع گرفتند. سپس به روستای «قره بلاغ» رفته و یکی از رهبران حزبی و از سرکردگان فدایی به نام یونس علیزاده (مهاجر قفقازی) به اسارت یاران ذوالفقاری درامد و تیرباران گردید.
یک روز بعد "ملاپیری" هم توسط فدائیان فتح و ۵۴ نفراز رعیتهای مسلح ذوالفقاری به اسارت فدائیان درآمدند و بلافاصله تیرباران شدند. افراد باقی مانده ذوالفقاری، با عبور از قیزیل اوزن به سوی همدان و درحقیقت به اردوی مقاومت دیگر خوانین بزرگ مخالف فرقه دمکرات مستقر در قیدار و افشار و... حرکت کرده و به آنها ملحق شدند.
قوای دموکرات چندین بار با فرماندهی ژنرال غلام یحیی دانشیان به خاتون کندی حمله نمودند که عملیات آنها به شکست های مفتضحانه ختم شد. رفته رفته کار سلطان محمودخان بالا گرفت. دموکرات ها به جدی بودن مقاومت ذوالفقاری پی بردند و روستای خاتون کندی را «بالا استالینگراد » یعنی «استالینگراد کوچک» نام نهادند. خیلی زود خوانین گرمرود و بسیاری دیگر از آذری های مخالف فرقه نیز به صفوف او پیوستند.
ذوالفقاریها، ازهمه چیز خود گذشتند و مردانه علیه فرقه ای ها جنگیدند. محمود خان ذوالفقاری طی جنگهای عدیده در محاصره افتاده بود و ناچار شده بود فشنگ را در آن زمان، دانه ای یک تومان، از یک افسر ارتش شاهنشاهی ایران بخرد و جنگ را ادامه دهد. او سه هزار تومان برای خرید سه هزار فشنگ، پرداخت کرد و درآن اوضاع وانفسا، مردانه درمقابل دشمن ایستادگی کرد.
درنهایت با دلاوری ها و جانفشانی های امثال محمود خان آذربایجان از سلطه بیگانه آزاد و به میهن بازگشت و محمود خان ذوالفقاری و یارانش فاتحان راستین آذربایجان و روسپیدان تاریخ گشتند.
سالها بعد در جریان اصلاحات ارضی محمود ذوالفقاری اعلام کرد، درصورتی که دولت پولی از رعیت نگیرد، خود حاضر است به صورت رایگان، زمینهای مازاد بر نیاز خود را، به کشاورزان اهدا نماید، کاری که هیچ خان دیگری داوطلبانه انجام نداد.
محمود ذوالفقاری برای بسیاری از مردم اصیل زنجان یک سردار ملی است و شعرهایی نیز به زبان آذری از رشادتهای او در دوران نبرد با فرقه دمکرات ساخته اند و بعضاً هنوز آنها را بخاطر دارند.
به عقیده برخی افراد بیشتر شهرت و محبوبیت محمودخان ذوالفقاری وبرخی از اعضای خاندان او، جدا از ریشه دار بودن طایفه اش و تعداد زیاد رجال سیاسی در خانواده و ثروت زیاد و اشتهار به تدین و برگزاری مراسم بزرگ مذهبی و اعتقادات قوی مذهبی و مردم داری، بواسطه مقاومتی است که در واقعه آذربایجان بین سالهای ۱۳۲۴ و ۱۳۲۵ از خود نشان داد.

## درگذشت
محمود ذوالفقاری در سال ۱۳۶۶ بر اثر سکته قلبی در تهران و در سن ۸۱ سالگی و در گمنامی، انزوا و در فراموشکاری هواداران خاص و عام خود فوت نمود و در کنار پدرش مرحوم حسین قلی خان سردار اسعدالدوله در مقبره خانوادگی ذوالفقاریها در امامزاده عبدالله تهران به خاک سپرده شد.
.